# Олд Тапан (Њу Џерзи)
Олд Тапан (енгл. Old Tappan) град је у америчкој савезној држави Њу Џерзи.

## Демографија
По попису из 2010. године број становника је 5.750, што је 268 (4,9%) становника више него 2000. године.
| Група             | 2000.         | 2010.         |
| Белци             | 4.412 (80,5%) | 4.072 (70,8%) |
| Афроамериканци    | 33 (0,6%)     | 42 (0,7%)     |
| Азијати           | 857 (15,6%)   | 1.279 (22,2%) |
| Хиспаноамериканци | 151 (2,8%)    | 288 (5,0%)    |
| Укупно            | 5.482         | 5.750         |